# Немовля (фільм)
«Немовля» — фільм 2007 року.

## Зміст
Молода пара живе в Нью-Йорку. Їх життя можна назвати ідеальним, вони успішні та талановиті. Через деякий час вони дізнаються, що незабаром у них з'явиться малюк. Щасливий батько пропонує придбати будинок у передмісті. Після народження дитини стан матері погіршується, адже вона не припускала, що з появою немовляти на неї звалиться стільки обов'язків, і вона впадає депресію. Тому батькові доводитися найняти няню, яка з часом починає себе дуже дивно поводити і в будинку відбувається щось недобре.